# Joshua John Miller
Joshua John Miller (Los Angeles, 26 de dezembro de 1974) é um ator, autor, diretor, produtor executivo e roteirista americano. Ele escreveu o roteiro do filme The Final Girls e da série de televisão Queen of the South, junto com M.A. Fortin.

## Vida pessoal
É filho dos atores Susan Bernard e Jason Miller. É meio-irmão do ator Jason Patric. Seu avô materno era um fotógrafo de Bruno Bernard, também conhecido como "Bernard de Hollywood". Seu pai era de ascendência irlandesa e alemã, e sua mãe é judia.
É abertamente gay e desde 2013 está em um relacionamento com o colega roteirista M. A. Fortin.

## Filmografia

### Como ator
| Ano  | Título                                  | Personagem        | Nota                                                                   |
| ---- | --------------------------------------- | ----------------- | ---------------------------------------------------------------------- |
| 1982 | Halloween III: Season of the Witch      | Willie Challis    | Filme                                                                  |
| 1982 | Greatest American Hero                  | Jonathan          | Série de televisão (Temporada 2, Episódio 19)                          |
| 1984 | Family Ties                             | Kenneth           | Série de televisão (Temporada 2, Episódio 12)                          |
| 1984 | The Fantastic World of D.C. Collins     | François          | Telefilme                                                              |
| 1985 | Highway to Heaven                       | Jason Winner      | Série de televisão (Temporada 2, Episódio 1 e 2)                       |
| 1986 | Stoogemania                             | Howard jovem      | Filme                                                                  |
| 1986 | River's Edge                            | Tim               | Filme                                                                  |
| 1987 | Near Dark                               | Homer             | Filme                                                                  |
| 1987 | 21 Jump Street                          | Brian Sheffield   | Série de televisão (Temporada 2, Episódio 1)                           |
| 1987 | Growing Pains                           | Devil / Friend #1 | Série de televisão (Temporada 3, Episódio 4 / Temporada 4, Episódio 1) |
| 1988 | Cagney & Lacey                          | Henry Gorvel      | Série de televisão (Temporada 7, Episódio 13)                          |
| 1989 | Rhythm Nation 1814                      | B.J.              | Curta-metragem                                                         |
| 1989 | Teen Witch                              | Richie Miller     | Filme                                                                  |
| 1989 | Meet the Hollowheads                    | Joey              | Filme                                                                  |
| 1990 | The Wonder Years                        | Larry Beeman      | Série de televisão (Temporada 3, Episódio 10)                          |
| 1990 | Class of 1999                           | Angel             | Filme                                                                  |
| 1990 | O Escritor Fantasma                     | Edgar Strack      | Telefilme                                                              |
| 1990 | Death Warrant                           | Douglas Tisdale   | Filme                                                                  |
| 1991 | And You Thought Your Parents Were Weird | Josh Carson       | Filme                                                                  |
| 1999 | The Mao Game                            | Jordan Highland   | Filme                                                                  |
| 2007 | The Wizard of Gore                      | Jinky             | Filme                                                                  |

### Como roteirista
| Ano  | Título             | Nota                      |
| ---- | ------------------ | ------------------------- |
| 1999 | The Mao Game       | Também diretor            |
| 2011 | Howl               |                           |
| 2014 | Dawn               |                           |
| 2015 | The Final Girls    | Também produtor executivo |
| 2016 | Queen of the South | Também produtor executivo |

## Prêmios e indicações
| Ano  | Prêmio              | Categoria                                                                       | Trabalho                                | Resultado |
| ---- | ------------------- | ------------------------------------------------------------------------------- | --------------------------------------- | --------- |
| 1986 | Young Artist Awards | Exceptional Performance by a Young Actor in a Television Special or Mini-Series | Highway to Heaven                       | Venceu    |
| 1988 | Prêmio Saturno      | Best Performance by a Younger Actor                                             | Near Dark                               | Indicado  |
| 1988 | Young Artist Awards | Best Young Actor in a Motion Picture – Drama                                    | River's Edge                            | Indicado  |
| 1989 | Young Artist Awards | Best Young Actor in a Cable Family Series                                       | On the Edge                             | Indicado  |
| 1990 | Young Artist Awards | Best Young Actor Guest Starring in a Television Series                          | The Wonder Years                        | Indicado  |
| 1990 | Young Artist Awards | Best Young Actor Starring in a Motion Picture                                   | Teen Witch                              | Indicado  |
| 1991 | Young Artist Awards | Best Young Actor Starring in a Motion Picture                                   | Class of 1999                           | Indicado  |
| 1992 | Prêmio Saturno      | Best Performance by a Younger Actor                                             | And You Thought Your Parents Were Weird | Indicado  |
| 1993 | Young Artist Awards | Best Young Actor Starring in a Motion Picture                                   | And You Thought Your Parents Were Weird | Indicado  |